# 悦楽共犯者
『悦楽共犯者』（えつらくきょうはんしゃ、チェコ語: Spiklenci slasti）は、1996年にチェコ、イギリス、スイスによって製作された映画。

## 概要
自慰機械の制作に没頭する人間たちを非常にシュールに描いた怪作。ヤン・シュヴァンクマイエルにとっては『アリス』、『ファウスト』に続く、三作目の長編映画である。
この作品は、サド、マゾッホ、ブニュエル、エルンスト、フロイト、ブルークという6人の「エロティックな趣味人」にささげられているという。
前二作に続いて、今作でも実写とアニメーションを融合させた表現が用いられている。

## ストーリー
アパートに住む中年男性ピヴォイネはある日、ポルノ雑誌ばかり扱っている書店に入る。書店店主クラは店番をしながら何か機械を制作している。雑誌を購入しアパートに帰宅したピヴォイネの元へ郵便配達員マールコヴァが現れ、「日曜日に」とだけ書かれた手紙を渡して立ち去る。その様子をピヴォイネの隣ぬ住む中年女性のロウバロヴァが見ていた。マールコヴァはそのままアパートの階段の陰に隠れて、鞄から取り出したパンをちぎって小さな球を何個も作る。再び外出したピヴォイネは黒い傘を数本購入した。その店内には不審な動きをするヒゲを蓄えた男性ヴェトリンスキーがいる。店を閉めた書店店主クラは奥の部屋でテレビをつけ、女性ニュースキャスターアンナをじっと見つめる。帰宅したピヴォイネは生きた鶏とナイフを持って隣の中年女性ロウバロヴァを訪ね、彼女は躊躇することなく鶏の首を裂く。部屋に戻ったピヴォイネは鶏を調理し、購入した雑誌や粘土、むしった羽などで鶏の頭そっくりの被り物を作っていく。ヒゲ男ヴェトリンスキーは街中を歩き回って、指サックや毛皮の一部など触感に特徴のある気に入った物を万引きして帰宅する。そのまま離れに向かう彼の様子を、妻でキャスターのアンナが家の窓から見ていた。そのアンナに焦がれるクラは作り物の女の腕を取り出し、テレビに取り付けられたの機械に数本装着した。ニュースが始まり、画面にアンナが映るとさも彼女に触れられているかのように機械を動かす。外出したアパートの中年女性ロウバロヴァはゴミ箱から藁を拾い、ロウソクを購入する。その間に鶏の頭を作ったピヴォイネはこっそり彼女の部屋に侵入、傘の布を裂きミシンで縫い合わせ、コウモリの羽根のような翼を作り、衣服も数枚失敬して部屋に戻る。

## キャスト
- ペトル・メイセル/Petr Meissel…アパートの髪の薄い男ピヴォイネ
- ガブリエラ・ヴィルヘルモヴァー/Gabriela Wilhelmová…アパートの中年女性ロウバロヴァ
- バルボラ・フルザノヴァー/Barbora Hrzánová…女性郵便配達人マールコヴァ
- アナ・ヴェトリンスカー/Anna Wetlinská…女性ニュースキャスター アンナ・ウェトリンスカ/ヒゲ男夫人
- イジー・ラーブス/Jirí Lábus…書店主クラ
- パヴェル・ノヴィー/Pavel Nový…ヒゲ男ヴェトリンスキー

## その他
劇中に流れる音楽はシュヴァンクマイエルに尊敬の念を示しているブラザーズ・クエイ、またジャン＝リュック・ゴダール作品で知られるフランソワ・ミュジーが担当している。